# Slovakia Esperanta Federacio
Slovakia Esperanta Federacio (SKEF, dosłownie: Słowacka Esperancka Federacja, słow. Slovenská esperantská federácia) – utworzona w 1997 roku, organizacja esperantystów słowackich z siedzibą w Nová Dubnica. Od 1999 roku stowarzyszona ze Światowym Związkiem Esperantystów.
Obecnie (maj 2022) przewodniczącym Slovakia Esperanta Federacio jest Peter Baláž.
Slovakia Esperanta Federacio wydaje gazetę Esperantisto Slovaka (dosłownie: Słowacki Esperantysta). Redakcja Esperantisto Slovaka ma siedzibę w Partizánske.

## Historia
Za początek ruchu esperanckiego w Słowacji uważany jest rok 1907, kiedy to ukazał się drukiem Fundamento de Esperanto, podręcznik esperanta ze słownikiem w tłumaczeniu na język słowacki. Po utworzeniu w 1918 roku  Czechosłowacji esperantyści słowaccy byli zrzeszeni w  Ĉeĥoslavaka Asocio Esperantista (ĈAE, dosłownie: Czechosłowacki Związek Esperantystów). W 1930 roku radiostacja w Bratysławie emitowała radiowy kurs esperanta. W wielu słowackich miastach powstały kluby esperanckie, wśród których najbardziej aktywny był klub w Bratysławie. Członkowie bratysławskiego klubu byli organizatorami 3. kongresu ĈAE, który odbył się w 1926 roku w Bratysławie.
Po II wojnie światowej ruch esperancki na Słowacji zaczął się rozwijać na nowo.  W 1946 roku utworzono Slovaka Esperanto-Societo (SES, dosłownie: Słowackie Towarzystwo Esperanta) i rozpoczęto wydawanie gazety Esperantisto Slovaka. W tym samym roku czescy i słowaccy esperantyści porozumieli się w sprawie powołania odrębnych esperanckich organizacji. W 1953 roku organizacja Slovaka Esperanto-Societo została zmuszona do zaprzestania działalności. W 1959 roku powstał Ĉeĥoslovaka Esperanta Komitato (dosłownie: Czechosłowacki Esperancki Komitet), co sprawiło ożywienie działalności esperantystów również na terenie Słowacji.
W okresie po Praskiej Wiośnie esperantyści czescy i słowaccy ponownie utworzyli odrębne organizacje esperanckie. Słowacka powstała w 1969 roku pod nazwą  Asocio de Esperantistoj en Slovaka Socialisma Respubliko (AE SSR, dosłownie: Związek Esperantystów w Słowackiej Socjalistycznej Republice). Kolejne zmiany nastąpiły po 1989 roku. Z powodu finansowych problemów AE SSR zaprzestał działalności, jednakże dalej aktywne były lokalne kluby esperanckie. Potrzeba utworzenia jednej ogólnopaństwowej organizacji, która spajałaby ruch esperancki na terenie Słowacji, doprowadziła do utworzenia w 1997 roku Slovakia Esperanta Federacio.